# Molini di Colognola
Colognola Molini [koloˈɲ(ː)ɔla moˈliːni], contrada di Casazza in provincia di Bergamo, è ormai urbanisticamente saldata al capoluogo.

## Storia
La località è un piccolo villaggio agricolo di antica origine, conosciuta come Colognola Valcavallina in età veneta e Molini di Colognola successivamente.
Il paese divenne frazione di Mologno su ordine di Napoleone, ma gli austriaci annullarono il provvedimento al loro arrivo nel 1815 col Regno Lombardo-Veneto.
Dopo l'unità d'Italia il paese crebbe da meno di cinquecento a più di seicento abitanti. Fu il fascismo a decidere la soppressione del comune unendolo a Casazza.